# Tutta salute (film)
Tutta salute  (Hare Tonic) è un film del 1945 diretto da Chuck Jones. È un cortometraggio d'animazione della serie Looney Tunes, uscito negli Stati Uniti il 10 novembre 1945.

## Trama
Taddeo ha comprato Bugs Bunny in un negozio e si prepara a farne uno stufato. Il coniglio tenta di imbrogliare l'ingenuo Taddeo già lungo il tragitto verso casa, e una volta arrivati gli fa credere che stia suonando il telefono per distrarlo e scappare. Tuttavia, decide di divertirsi ancora con Taddeo e, rientrato in casa, simula una trasmissione radiofonica che mette in guardia contro la terribile malattia della "coniglite", che si contrae tramite i conigli venduti negli ultimi tre giorni e provoca una serie di sintomi che culminano nell'assunzione di caratteristiche dei conigli. Terrorizzato, Taddeo caccia via Bugs, ma quest'ultimo gli fa credere che la casa sia in quarantena e finge di avere la coniglite, quindi lo tocca facendogli credere di averlo contagiato. Successivamente Bugs, nei panni del dottor Ammazzatutti dell'ufficio di igiene, fa credere a Taddeo di avere i sintomi della coniglite, ma l'uomo si accorge infine dell'inganno e insegue Bugs fuori di casa con un fucile. Il coniglio però convince Taddeo che i membri del pubblico siano affetti da coniglite, il che spinge Taddeo a rientrare in casa in preda al panico. Bugs quindi rassicura il pubblico elencando una serie di allucinazioni visive date dalla coniglite, le quali puntualmente appaiono sullo schermo.

## Distribuzione

### Edizione italiana
La prima edizione italiana del film fu distribuita direttamente in VHS nel 1989, con un doppiaggio eseguito a Milano. Nel 1996 fu ridoppiato per la trasmissione televisiva dalla Angriservices Edizioni, sotto la direzione di Renzo Stacchi su dialoghi di Manuela Marianetti. Non essendo stata registrata una colonna internazionale, in entrambi i casi fu sostituita la musica presente durante i dialoghi.

### Edizioni home video

#### VHS
America del Nord
- Starring Bugs Bunny! (1988)
- Bugs Bunny: Hollywood Legend (1990)
- The Golden Age of Looney Tunes Volume 7: Bugs Bunny by Each Director (1992)
- Looney Tunes: The Collector's Edition - A Battle of Wits (1999)

Italia
- Bunny il coniglio: I Love NY (settembre 1989)

#### Laserdisc
- Bugs Bunny Classics (1990)
- The Golden Age of Looney Tunes (11 dicembre 1991)

#### DVD e Blu-ray Disc
Il corto fu pubblicato in DVD-Video in America del Nord nel primo disco della raccolta Looney Tunes Golden Collection: Volume 3 (intitolato Bugs Bunny Classics) distribuita il 25 ottobre 2005. In Italia fu invece inserito nel DVD Bugs Bunny: Volume 3 della collana Looney Tunes Collection, uscito il 18 maggio 2006, e nel DVD Bugs Bunny della collana I tuoi amici a cartoni animati!, uscito il 15 novembre 2011. Fu poi incluso nel primo disco della raccolta Looney Tunes Platinum Collection: Volume One, uscita in America del Nord in Blu-ray Disc il 15 novembre 2011 e in DVD il 3 luglio 2012. Il BD fu ristampato il 10 gennaio 2012 col titolo Looney Tunes Showcase.